# Microsoft To Do
Microsoft To Do（前稱Microsoft To-Do）是一款基于云端工作的的任務管理（Task management）应用软件，允许用户从智能手机、平板电脑和电脑上管理自己的任务。

## 发展历史
这项技术由Wunderlist背后的团队开发（该团队已被微软收购），独立的应用程序被整合到Outlook产品系列中现有的任务功能。
Microsoft To Do在2017年4月首次推出了基本功能的预览版；之后又增加了更多的功能，包括2018年6月的任务列表分享。
2019年9月，该应用的一次重大更新亮相，采用了与Wunderlist更相似的新用户界面，名字也略有更新，去掉了 "To-Do "中的连字符。